# Boian (Sibiu)
Boian (deutsch Bonnesdorf, såksesch Bonnesdref, ungarisch Alsóbajom) ist ein Dorf im Kreis Sibiu in der Region Siebenbürgen in Rumänien. Es ist Teil der Gemeinde Bazna (Baaßen).

## Lage

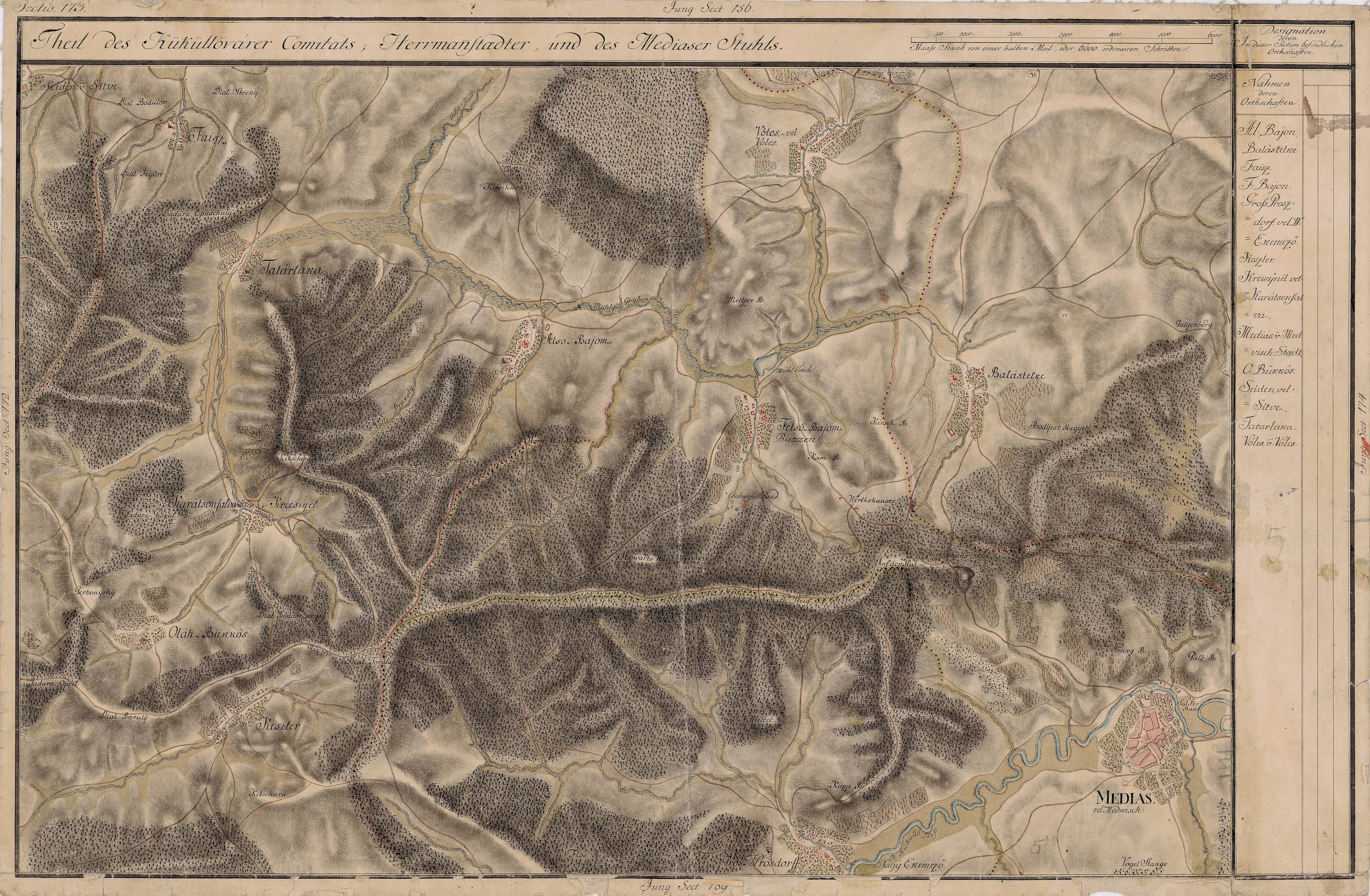
Bonnesdorf in der Josephinischen Landesaufnahme von Siebenbürgen von 1769 bis 1773

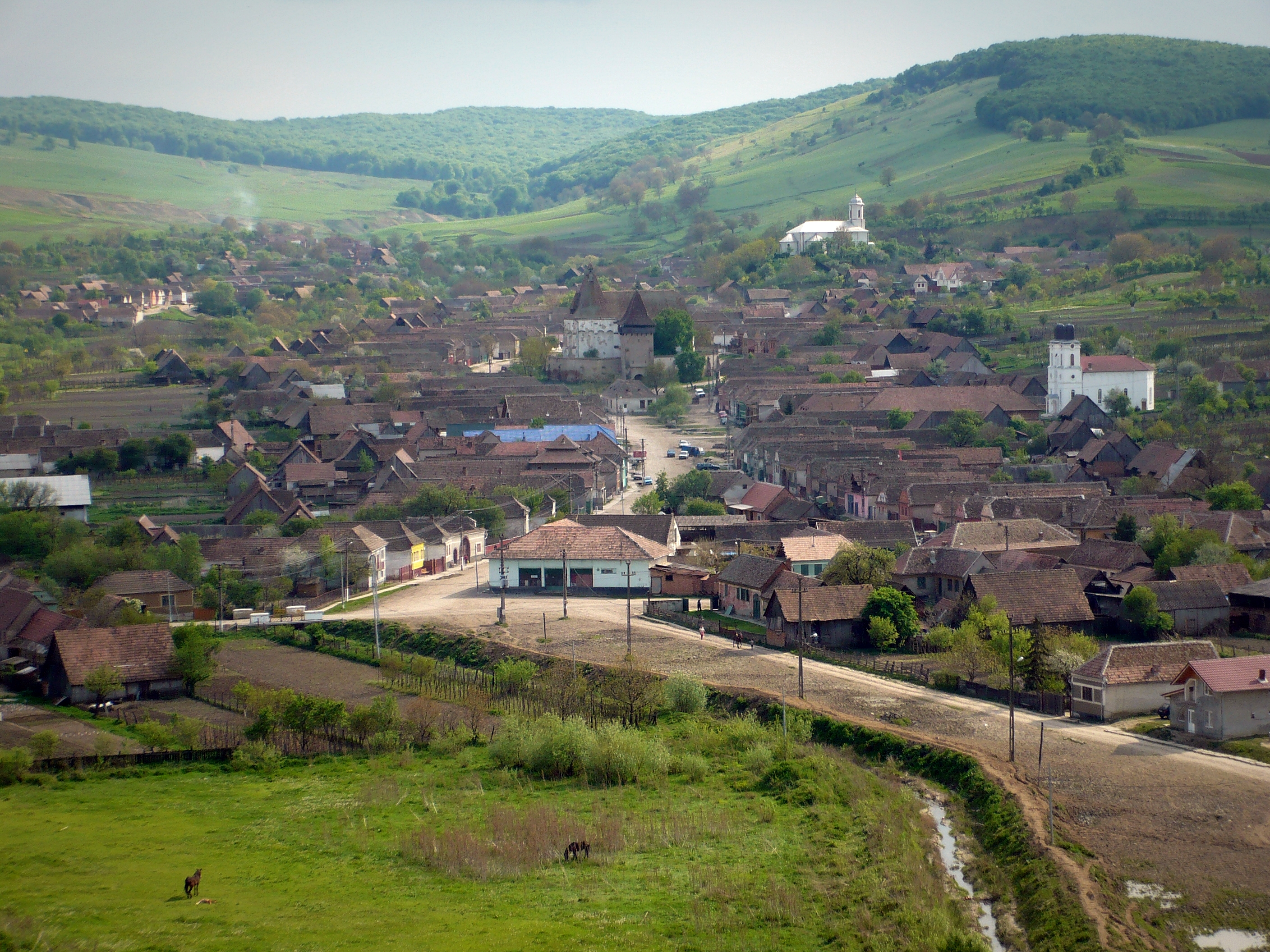
Bonnesdorf – Dorfansicht

Der Ort liegt in einem südlichen Seitental der Târnava Mică (Kleine Kokel) im Zwischenkokelgebiet, ungefähr 5 km westlich von Bazna und 19 Kilometer nordwestlich von Mediasch entfernt.

## Geschichte

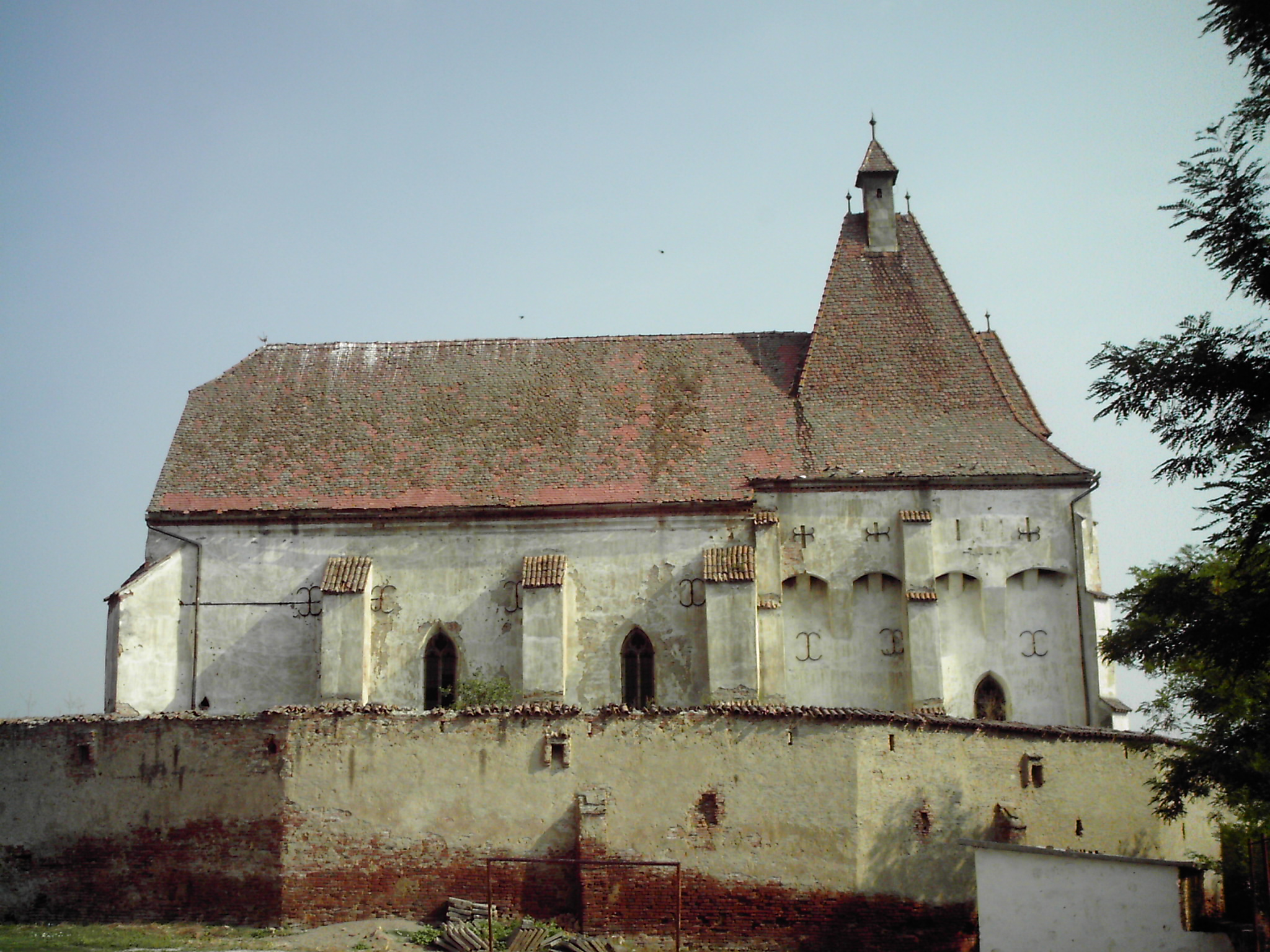
Bonnesdorfer Kirchenburg

Bonnesdorf entstand als untertänige Gemeinde auf dem Gebiet des Kokelburger Komitats. Der Ortsname wird auf den altdeutschen Personennamen Bonno zurückgeführt. Im Gegensatz zu den Ortschaften des benachbarten Mediascher Stuhls gelang es dem Ort nicht, sich dem Königsboden anzuschließen, sondern behielt seinen Hörigenstatus auf Komitatsboden.
Die erste urkundliche Erwähnung stammt aus dem Jahr 1309, als anlässlich eines Zehntstreits zwischen dem Weißenburger Domkapitel und den (siebenbürgisch) sächsischen Dekanaten, unter den Plebanen von der kleinen Kokel („de minori Kukullev“) auch Theodricus de villa Boneti aufgeführt wurde.
- 1335 wurde Bonnesdorf wieder als untertänige Gemeinde des Kokelburger Komitats als zum archidiaconatus de Kukullev gehörig erwähnt.
- 1395 wurde der Ort als Besitzung der königlichen Burg Kokelburg (rumänisch Cetatea de Baltă, ungarisch Küküllővár) genannt.
- 1402 wurde der Bau der Kirche in ihrer ursprünglichen Gestalt vollendet. Die ungewöhnlich großen Ausmaße der Kirche, die mit ihren massiven Wandflächen einen monumentalen Eindruck erweckt, beweist, dass Bonnesdorf zur damaligen Zeit sehr bevölkerungsreich und wohlhabend gewesen sein muss.
- 1452 gelangte der Ort in den Besitz des Adeligen Georg von Ludbereg.
- 1489 belehnte König Matthias Corvinus den moldauischen Woiwoden Stefan den Großen mit der Kokelburg und ihren Besitzungen.
- 1506 wurde die Kirchenburg errichtet. Der Mauerring ist 7 m hoch und hat einen gedeckten Wehrgang, einen Tor- und einen Glockenturm.
- 1529 vergab König Johann Zápolya die Kokelburg und ihre Besitzungen an den moldauischen Woiwoden Petru Rareș. An die moldauische Lehenszeit erinnern die an dem Torturm und der Kirche eingesetzten moldauischen Wappen mit dem Auerochsenkopf.
- 1784 besaß Graf Nikolaus Bethlen einen Teil von Bonnesdorf, der andere Teil verblieb als Eigentum der Kokelburg.

## Bevölkerung
Während die großen Ausmaße der evangelischen Kirche auf eine zahlenmäßig starke siebenbürgisch-sächsische Bevölkerung in früheren Zeiten hindeuten, war der Ort im 20. Jahrhundert weit weniger von ihnen geprägt als die umliegenden Orte des Mediascher Stuhls.  Nach der Revolution von 1989 wanderten die meisten deutschstämmigen Bewohner aus. Die Einwohnerzahl ging seither deutlich zurück. Heute wird der Ort überwiegend von Rumänen und Roma bewohnt.
| Jahr | Einwohner | davon Deutsche |
| 1910 | 2028      | 317            |
| 1920 | 1955      | 334            |
| 1930 | 2045      | 366            |
| 1941 | 2286      | 388            |
| 1966 | 2144      | 227            |
| 1977 | 2077      | 166            |
| 1992 | 1622      | 29             |
| 2002 | 1557      | 6              |
| 2021 | 1360      | (?)            |

## Sehenswürdigkeiten
- Die Kirchenburg mit der evangelischen Kirche Anfang des 15. Jahrhunderts errichtet und im 19. Jahrhundert umgebaut, steht unter Denkmalschutz.[4]
- Die griechisch-katholische Kirche (erbaut 1996–2001)[5]